# ミナカ小田原
ミナカ小田原（ミナカおだわら）とは、神奈川県小田原市の小田原駅東口の南方、小田原城址公園へと向かう「お城通り」沿いにある半公共的な複合商業施設。2020年12月4日に開業。万葉倶楽部が運営しており、グループ傘下にある箱根の温泉旅館・天成園も「小田原駅 別館」として施設内で営業している。
ミナカ小田原の3階（金次郎広場）と、北隣りの駅ビル「ラスカ小田原」の2階は、専用通路で直結されている。また同じく、ミナカ小田原の3階（金次郎広場）と、道路を挟んだ南隣りにある5階建ての立体駐車場「小田原駅東口駐車場」の2階も、専用歩道橋で直結されている。
小田原市と民間地権者による「お城通り地区再開発事業」の「広域交流施設」として建設された施設であり、「ミナカ小田原」の名称（愛称）は公募によって「真ん中（中心）」という意味の古語から付けられた。

## 施設
14階建の「タワー棟」と、4階建の「小田原新城下町」から成る。
ショップ・レストランは、「タワー棟」の3階・14階（最上階）と、「小田原新城下町」の1階-3階にある。
宿泊施設（天成園 小田原駅 別館）は、「タワー棟」の4階（ホール）・10階-13階と、「小田原新城下町」の4階にある。
営業時間は、ショップが10時 - 20時、レストランが11時 - 21時/23時を基本設定としているが、営業時間が異なる店もいくつかある。

### タワー棟
地上14階・地下1階。
- 14階 - レストラン・足湯
  - レストラン スカイダイニング
  - 展望足湯庭園（無料開放、10時 - 18時）
- 10階〜13階 - 天成園 小田原駅 別館 客室
- 9階 - ハローワーク
- 8階 - 医療フロア
- 7階 - クリニック
- 6階 - 図書館・子育て支援センター
- 5階 - オフィスフロア
  - 三井住友銀行小田原支店（ATMは3階）
- 4階 - 旅籠（天成園 小田原駅 別館）
  - コンベンションホール
  - てんしの森保育園
- 3階 - 西湘フードスタジアム【金次郎広場 (→ラスカ小田原(北)/小田原駅東口駐車場(南))】
  - 小田原ちょうちん横丁
    - 小田原ちゃんぽん
    - 地魚や 与一（海鮮居酒屋）
    - 金のたまご（和食・居酒屋）
    - 二八蕎麦 正庵（そば）

  - ポルケッティアーモ（イタリアンサンドイッチ）
  - せんば自由軒キッチン。（ハンバーグ・洋食）
  - かるびラーメン 京城苑
  - まぜそば凜々亭（ラーメン）
  - 回転寿司 北條
  - 創作煉處 籠淸（かまぼこ）
  - 小田原吉匠(きっしょう)（鯵の唐揚げ）
  - 一〇八抹茶茶廊（抹茶ドリンク・スイーツ）
  - PON PON Dream（ドリンク・スイーツ）
  - アクセスチケット（金券・チケット・両替）
- 2階 - インフォメーションセンター
- 1階 - バスターミナル
- 地下1階 - 駐車場

### 小田原新城下町
地上4階。
- 4階 - 旅籠（天成園 小田原駅 別館）
- 3階 - 店舗・飲食店【金次郎広場 (→ラスカ小田原(北)/小田原駅東口駐車場(南))】
  - 山安(やまやす)（干物）
  - 三本(みつもと)珈琲店（カフェ）
  - きもの街歩き 小田原きらり produced by 濱田屋（レンタル着物）
  - 福来(ふくら)すずめ（和菓子）
  - パン焼処 ブンブンPlus（ベーカリー・カフェ）
  - 湘南カフェラボ（湘南シュークリーム）
- 2階 - 店舗・飲食店
  - とんかつ和豚(わぶた)
  - あじ屋でん助（海鮮・定食）
  - うなぎ京家(きょうや)
  - 小田原おでん本店
  - 逸品屋“金次郎”（小田原物産・案内カウンター）
  - おだわらイノベーションラボ（コワーキング/イベントスペース）
- 1階 - 店舗・飲食店
  - ローソン ミナカ小田原店
  - 小田原みなと食堂（海鮮・定食）
  - 魚商 小田原六左衛門（珍味・水産加工品・おにぎり） [鮑屋]
  - 金目鯛とくぞう（小田原バーガー・魚介惣菜）[徳造丸]
  - いなり寿司 相模屋
  - 城下町市場
    - 純生食パン工房 HARE/PAN
    - 燻製工房 然(ぜん)（魚介・卵燻製）
    - 和桜(わお)（甘糀(あまこうじ)スイーツ）
    - ちぼりスイーツファクトリー（焼き菓子・ソフトクリーム）
    - グランリヴィエール箱根（洋菓子）
    - 菓処 ことほぎの木（和洋菓子）
    - 和菓子 菜の花
    - 城下町ぷりん
    - おだまめ（豆菓子）

## 沿革
- 2020年（令和2年）12月4日 - 開業。
- 2021年（令和3年）8月30日 - 3階（金次郎広場）と南隣りの「小田原駅東口駐車場」2階を直結する歩道橋が完成。